# Obcy: Przymierze
Obcy: Przymierze (ang. Alien: Covenant) – amerykański horror science fiction w reżyserii Ridleya Scotta z 2017 roku. Jest to sequel filmu Prometeusz z 2012 roku i drugi film wchodzący do serii prequeli sagi Obcy.
Uroczysta premiera filmu odbyła się w Londynie 4 maja 2017 roku, a 12 maja film wszedł do kin w całej Wielkiej Brytanii i Polsce. Obcy: Przymierze wywołał spolaryzowaną reakcję widowni, a w mniejszym stopniu także krytyków, choć większość recenzji była pozytywna, a niektórzy nazwali go powrotem do formy zarówno Ridleya Scotta jak i całej franczyzy; ponadto chwalono podwójną rolę Michaela Fassbendera.

## Fabuła
Krótko po swojej aktywacji android David, który wybrał swoje imię, obserwując rzeźbę Michała Anioła, rozmawia ze swoim twórcą, biznesowym magnatem Peterem Weylandem w apartamencie nad jeziorem. Weyland pragnie z pomocą Davida poznać tajemnicę pochodzenia człowieka. Android gotów jest do służenia ludziom, zauważa jednak, że sam jest nieśmiertelny, a ludzie nie, czym irytuje Weylanda. 
W 2104 r., 11 lat po wyprawie Prometeusza, statek Przymierze, wiozący 2000 kolonistów będących w stanie hibernacji i ponad 1000 zamrożonych embrionów, jest w drodze na planetę Origae-6. Statek jest nadzorowany przez androida Waltera, fizycznie bliźniaka Davida. W pewnym momencie statek zostaje uderzony przez rozbłysk słoneczny powodujący awarię na pokładzie. Załoga szybko wybudza się, ale nie obchodzi się bez strat. Umiera m.in. kapitan załogi, Jake Branson, który nie zdążył wybudzić się na czas i został spalony. Ginie również 47 kolonistów.
Oficer statku Przymierze Chris Oram przyjmuje obowiązki kapitana. W trakcie spaceru w przestrzeni kosmicznej w celu przeprowadzenia naprawy ogniw słonecznych, pilot Tennessee odbiera zniekształconą transmisję z nagranym głosem ludzkim. Kiedy załoga znajduje źródło sygnału, odkrywa ze zdumieniem, że pochodzi on z pobliskiej planety, której warunki umożliwiają osiedlenie się ludzi. Jako że planeta wydaje się doskonałym domem, odległym jedynie kilka tygodni podróży zamiast siedmiu lat dzielących ich od planety Origae-6, a żaden z członków załogi nie chce wracać do hipersnu po tragicznym wypadku byłego kapitana, Oram podejmuje decyzję zbadania tejże planety. Wdowa po kapitanie, Daniels jest temu przeciwna, lecz jej protest zostaje odrzucony.
Po dotarciu do niezbadanego świata Tenesse, Ricks i Upworth pozostają na pokładzie Przymierza, podczas gdy reszta załogi ląduje transporterem na planecie. Odkrywają świat pełen roślinności, jednak dziwnie pozbawiony życia zwierzęcego. W trakcie eksploracji terenu dwóch badaczy, Ledward i Hallett naruszają twory przypominającymi purchawki, w wyniku czego niezauważalnie zostają zainfekowani przez wylatujące z nich zarodniki. Dalsze przeszukiwania doprowadzają zespół do Niszczyciela, statek Inżynierów, w którym znajdują nieśmiertelnik należący do Dr. Elizabeth Shaw, a także źródło transmisji. Ekspedycja musi jednak zostać przerwana, ponieważ u Ledwarda pojawiają się niepokojące objawy infekcji. Karine Oram zabiera go na pokład transportowca, gdzie dochodzi do rozerwania jego pleców przez Neomorfa, który zaraz potem zabija również Karine. W desperackiej próbie zabicia stworzenia pilotka Faris oddaje chaotycznie serię strzałów, powodując nieumyślnie eksplozję statku i własną śmierć. Neomorf ucieka. Na zewnątrz ginie również Hallett, u którego Neomorf wydostaje się poprzez rozerwanie gardła. Kilka godzin później dorosły już Neomorf atakuje załogę, uśmiercając kolejnego członka załogi, zaś Walter traci dłoń, ratując Daniels. Gdy pierwsza istota zostaje zabita, załogę atakuje drugi Neomorf ocalały ze statku. Nagle zjawia tajemnicza osoba w kapturze i wystrzeliwuje flarę, która odstrasza stwora. Ze względu na burzę jonową zespołowi nie udaje się skontaktować z statkiem więc podążają za tajemniczą osobą, która ich prowadzi do pobliskiego zrujnowanego miasta pełnego martwych ciał Inżynierów. Po dotarciu do rozległej świątyni osoba ujawnia się jako android David, jedyny ocalały spośród załogi Prometeusza. Wyjaśnia, że również on i Shaw dziesięć lat temu przybyli na tę planetę. W trakcie lądowania niechcący uwolnili patogen, który unicestwił tu wszelkie życie, Shaw zginęła, zaś on został sam.
Ocalały, w pełni już rozwinięty, Neomorf przedostaje się do świątyni i zabija Rosenthal. David odkrywa kreaturę, z którą zdaje się porozumiewać, jednak kapitan Oram otwiera ogień w stronę bestii i zabija ją, wyraźnie irytując Davida. Kapitan żąda od androida, żeby powiedział mu, jaki jest jego rzeczywisty cel działań na tej planecie. David prowadzi go do laboratorium, a zaraz potem do niższego poziomu świątyni, gdzie znajduje się kilka jaj. Z jednego z nich wyskakuje Facehugger, który wskakuje na twarz Orama. David spokojnie obserwuje atak, a następnie rozerwanie klatki piersiowej Orama przez Chestburstera. David prowadzi kilka rozmów z Walterem, sondując jego nastawienie do swych planów. Gdy Walter znajduje zniekształcone zwłoki dr Shaw, David wyjawia mu, że to on stoi za jej śmiercią. Twierdzi, że celem jego eksperymentów jest stworzenie istoty doskonałej, zaś ludzkość określa mianem wymierającego i niegodnego życia gatunku. Rozczarowany Walterem, zabija go, uznając za zbyt niebezpiecznego. Cole odnajduje martwego Orama, zaś sierżant Lopé zostaje zaatakowany przez kolejnego Facehuggera. Cole odcina istotę od twarzy sierżanta, lecz policzek żołnierza zostaje poparzony. Zaraz potem Cole zostaje zabity przez dorosłego Obcego, ale Lopé udaje się uciec. Szukając nieobecnych członków załogi, w innym miejscu świątyni Daniels odkrywa prawdę o śmierci Elizabeth Shaw. David potwierdza jej przypuszczenia, że tak naprawdę Shaw nie zginęła w wyniku katastrofy statku, a android wykorzystał jej ciało do własnych eksperymentów. Gdy David usiłuje zabić Daniels, ocala ją Walter, który jednak nie został zniszczony gdyż, jako nowszy model, ma zdolność samonaprawy. Daniels ucieka razem z Lopé, a między androidami dochodzi do walki. Pilot Tennessee wyprawia się z Przymierza latającą platformą by zabrać resztę ekipy z powierzchni planety. Do podwozia maszyny przyczepia się Obcy, więc Daniels stacza z nim pojedynek, ostatecznie zgniatając go chwytakiem żurawia. W końcu Daniels, Lopé i Walter docierają na statek.
Po powrocie na pokład Przymierza ocalali przygotowują się do ponownego wkroczenia w hipersen, gdy komputer pokładowy informuje ich o obcej formie życia na pokładzie. Daniels i Tennessee odkrywają, że Lopé, który jednak był zainfekowany, został zabity przez Chestburstera. Dorosły Obcy zabija nieświadomych zagrożenia pozostałych członków załogi, Ricksa i Upworth. Daniels i Tennessee z pomocą Waltera ostatecznie wyrzucają Obcego w przestrzeń kosmiczną. Oboje kładą się do pojemników anabiotycznych. Gdy android żegna się z Daniels podczas procedury zapadania w hipersen, ta w ostatniej chwili przed zaśnięciem orientuje się, że android na pokładzie statku nie jest Walterem tylko Davidem, który obciął sobie dłoń, aby nie zostać zidentyfikowanym. Kobieta zasypia, nie mając szansy kogokolwiek ostrzec. Pozostały sam na pokładzie, David wypluwa dwa niewielkie embriony i umieszcza je w kriokomorze obok zarodków kolonistów.

## Obsada
- Michael Fassbender – David i Walter
- Katherine Waterston – Daniels, ekspert od terraformacji
- Billy Crudup – Christhoper Oram, pierwszy oficer
- Danny McBride – Tennessee, pilot statku
- Demián Bichir – sierżant Lope, szef oddziału bezpieczeństwa
- Carmen Ejogo – Karine Oram, biolog na pokładzie Przymierza
- Amy Seimetz – Maggie Faris, pilot lądownika
- Jussie Smollett – Ricks, nawigator
- Callie Hernandez – Upworth, medyk
- Nathaniel Dean – sierżant Tom Hallett
- Alexander England – Ankor
- Benjamin Rigby – Ledward
- Uli Latukefu – szeregowiec Cole
- James Franco – Branson (rola cameo)
- Guy Pearce – Peter Weyland

## Opinie
Film został pozytywnie oceniony przez krytyków. W agregującym recenzje filmowe serwis Rotten Tomatoes, 65% z 395 recenzji uznano za pozytywne a średnia ocen, wystawionych na ich podstawie, wyniosła 6,3/10. W analogicznej witrynie, Metacritic, średnia ocen wyniosła 65 na 100.
Dana Barbuto (The Patriot Ledger) chwaliła Ridleya Scotta za umiejętność zapewnienia widzom rozrywki, choć zwróciła też uwagę, że Przymierze to film o „stworzeniu, wierze i wolnej woli”. Mahmoud Mahdy (FilmGamed) uznał Przymierze za projekt lepszy niż jego prequel, Prometeusz.
Albert Nowicki (His Name Is Death) pisał: „Pokaźny body count dowodzi, że Ridley Scott nie zapomniał o korzeniach serii: Ósmy pasażer Nostromo wpisywał się przecież w konwencję kina klasy 'B'. W Przymierzu seks i przemoc mają wartość kardynalną, a trzewia oraz ich zniszczenie opiewane są w sposób niemal erotyczny (patrz: mokra scena z udziałem Callie Hernandez i Jussiego Smolletta). Na tym nie koniec: wizja cielesności i jej rozpadu nabiera kształtów cronenbergowskich, a ważkość gatunkowych prawideł, zapoczątkowanych przez Carpentera i Hoopera, urasta tu do rangi sacrum. Obcy: Przymierze to film, w którym głupi ludzie popełniają głupie błędy i jest to jedna z jego największych zalet. (...) Scott-sprawca filmowych monumentów umarł dawno temu. Żyje natomiast autor solidnego kina rozrywkowego i powinniśmy życzyć mu wielu lat owocnej kariery”. W grudniu 2017 roku serwis His Name Is Death sklasyfikował Przymierze jako jeden z najlepszych horrorów 2017 roku.